# Илия Павлов
Илия Павлов Найденов е български мафиот, спортист (борец), бизнесмен, олигарх, дарител и масон.

## Биография
По времето на социализма бащата на Илия Павлов, Павел Найденов, държи закусвалня шкембеджийница в центъра на София. Илия учи в столичното Спортно училище, става републикански шампион по борба за юноши и е привлечен в ЦСКА. Завършва Висшия институт за физическо възпитание и спорт и задочно следва журналистика в Софийския университет. Като студент сключва краткотраен (1982 – 1988) брак с Антония Чергиланова – дъщеря на генерал Петър Чергиланов, началник на Трето управление в Държавна сигурност. Служи като офицер в армейската спортна школа „Чавдар“ и за малко време работи във вестник „Йени ъшък“ („Нова светлина“), след което бива назначен като чиновник в Комитета за култура.
Регистрира първата си фирма, антиквариата „Мулти Арт“ (1988), и взима за втора съпруга актрисата Дарина Георгиева от Казанлък (1989). Пътищата на стремителното му забогатяване са тъмни (вж. „Мултигруп“). През ноември 2002 г. полското списание „Wprost“ оценява неговото състояние на 1,5 милиарда долара, но след едва няколко месеца е застрелян от снайперист пред офиса на „Мултигруп“. Подбудителите и извършителят на това убийство остават неразкрити.

## Изяви
Павлов оглавява настоятелството на „Св. Александър Невски“ и дарява на църкви и манастири. Опелото му в софийската „Св. Неделя“ е отслужено от митрополит Галактион в присъствието на патриарх Максим. Погребан е до Арбанашкия манастир „Св. Никола“.
Член е на Конфедерацията на едрите индустриалци и на Български бизнес клуб „Възраждане“ от основаването на всяко от двете сдружения през 1993 и 2001 г.
През 1994 – 1999 г. Павлов е собственик на футболния отбор ЦСКА.
През 1998 г. получава американско гражданство. Първата му жена, вдовицата му и трите му деца живеят в чужбина.